# جمهوری خلق بنین
جمهوری خلق بنین (فرانسوی: République populaire du Bénin‎;گاهی اوقات به معنای واقعی کلمه جمهوری مردمی بنین ترجمه می‌شود) یک دولت سوسیالیستی واقع در خلیج گینه در قاره آفریقا بود که در سال ۱۹۹۰ به بنین امروزی تبدیل شد. جمهوری خلق در ۳۰ نوامبر ۱۹۷۵ پس از کودتای ۱۹۷۲ در جمهوری داهومی تأسیس شد.
عملاً تا ۱ مارس ۱۹۹۰ با تصویب قانون اساسی جدید و لغو مارکسیسم-لنینیسم در این کشور در سال ۱۹۸۹ ادامه یافت.

## تاریخ
در ۲۶ اکتبر ۱۹۷۲، نیروهای مسلح به رهبری فرمانده ماتیو کرکو، دولت را در یک کودتا سرنگون کردند، قانون اساسی را به حالت تعلیق درآوردند و مجلس ملی و شورای ریاست جمهوری را منحل کردند. در ۳۰ نوامبر ۱۹۷۲، سخنرانی اصلی سیاست جدید استقلال ملی را منتشر کرد. مدیریت سرزمینی اصلاح شد، شهرداران و معاونان جایگزین ساختارهای سنتی (رؤسای روستاها، صومعه‌ها، کشیش‌های جاندارانگاری و غیره) شدند. در ۳۰ نوامبر ۱۹۷۴، در برابر مجمعی از سرشناسان حیرت‌زده در شهر آبومی، او سخنرانی کرد و پیوستن رسمی دولت خود را به مارکسیسم-لنینیسم اعلام کرد. دولت او به اتحاد جماهیر شوروی نزدیکتر شد، اما به دنبال حفظ روابط خوب با کشورهای غربی بود. حزب انقلابی خلق بنین که به عنوان یک حزب پیشتاز طراحی شده بود، در همان روز با تنها حزب قانونی کشور ایجاد شد. سال اول دولت با پاکسازی در دستگاه دولتی همراه بود. پرزیدنت کرکو نمایندگان مختلف رژیم سیاسی سابق را محکوم و گاهی اعدام کرد. در ۳۰ نوامبر ۱۹۷۵، با اولین سالگرد سخنرانی آبومی، کرکو نام کشور را به بنین تغییر داد، نام آن از امپراتوری بنین که زمانی در نیجریه همسایه (جنوب مرکزی) شکوفا شده بود، نامگذاری شد. روز ملی برای ۳۰ نوامبر تعیین شده‌است که به سه روز سال‌های ۱۹۷۲، ۱۹۷۴ و ۱۹۷۵ اشاره دارد.
در سال ۱۹۷۴، تحت تأثیر انقلابیون جوان - «لیگوئرها» - دولت برنامه سوسیالیستی را آغاز کرد: ملی کردن بخش‌های استراتژیک اقتصاد، اصلاح سیستم آموزشی، ایجاد تعاونی‌های کشاورزی و ساختارهای جدید دولت محلی، و یک کمپین. ریشه کن کردن نیروهای فئودالی از جمله قبیله گرایی.

### تلاش برای کودتا
در ژانویه ۱۹۷۷، تلاش برای کودتا به نام عملیات میگو به رهبری مزدور باب دنارد و با حمایت فرانسه، گابن و مراکش شکست خورد و به سخت شدن رژیمی که رسماً در حال حرکت به سوی حکومت بود کمک کرد. قانون اساسی در ۲۶ آگوست همان سال تصویب شد و در اصل ۴ آمده بود:
«جمهوری خلق بنین، راه توسعه سوسیالیسم است. مبنای فلسفی آن مارکسیسم-لنینیسم است که باید به شیوه ای زنده و خلاقانه در واقعیت‌های بنین به کار رود. تمام فعالیت‌های زندگی اجتماعی ملی در جمهوری خلق بنین به این ترتیب تحت رهبری انقلاب بنین، پیشاهنگ جدایی توده‌های استثمار شده و تحت ستم، هسته اصلی کل مردم بنین و انقلاب آن سازماندهی می‌شود.»
یک قانون اساسی یک مجمع ملی همه‌جانبه را تأسیس کرد.
مخالفان سرکوب شدند و زندانیان سیاسی سال‌ها بدون محاکمه در بازداشت به سر بردند.انتخابات تحت سیستمی از برنامه‌های کاربردی منحصر به فرد برگزار شد. کمپین‌هایی برای توسعه روستایی و بهبود آموزش انجام شد. دولت همچنین سیاست الهام ضد دینی را دنبال کرد تا جادوگری، نیروهای شیطانی و عقاید واپس‌گرا را ریشه کن کند (وودو آفریقای غربی، یک مذهب سنتی که در جنوب مستقر شده بود، ممنوع بود، که مانع نشد. پرزیدنت کرکو، چند سال بعد، از داشتن مارابوت شخصی خود، در دوره ای که در آن به عنوان مسلمان معرفی شد). بنین فقط از سایر کشورهای کمونیستی حمایت متوسطی دریافت کرد و میزبان چندین تیم از کوبا، آلمان شرقی، اتحاد جماهیر شوروی و کره شمالی بود.

### انصراف
بنین سعی کرد برنامه‌های گسترده‌ای برای توسعه اقتصادی و اجتماعی اجرا کند، اما نتیجه ای حاصل نشد. سوء مدیریت و فساد اقتصاد کشور را تضعیف کرد. استراتژی صنعتی شدن توسط بازار داخلی بنین باعث تشدید بدهی خارجی شد. بین سالهای ۱۹۸۰ و ۱۹۸۵، خدمات سالانه بدهی خارجی آن از ۲۰ به ۴۹ میلیون دلار افزایش یافت، در حالی که تولید ناخالص ملی آن از ۱٫۴۰۲ به ۱٫۰۲۴ میلیارد کاهش یافت و موجودی بدهی از ۴۲۴ به ۸۱۷ میلیون افزایش یافت. سه رئیس‌جمهور سابق، هوبرت ماگا، سورو میگان آپیتی و جاستین اومادگب (زندانی در سال ۱۹۷۲) در سال ۱۹۸۱ آزاد شدند.
قانون اساسی جدید در سال ۱۹۷۸ تصویب شد و اولین انتخابات مجلس ملی انقلابی در سال ۱۹۷۹ برگزار شد. کرکو در سال ۱۹۸۰ بدون یک دوره چهار ساله به عنوان رئیس‌جمهور انتخاب شد و در سال ۱۹۸۴ دوباره انتخاب شد. از قدرت دولتی، اما در عمل چیزی بیش از تصمیماتی که قبلاً توسط کرکو و PRPB گرفته شده بود، انجام نداد.
در دهه ۱۹۸۰، وضعیت اقتصادی بنین به‌طور فزاینده ای بحرانی شد. این کشور نرخ رشد اقتصادی بالایی را تجربه کرد (۱۵٫۶ درصد در سال ۱۹۸۲، ۴٫۶ درصد در سال ۱۹۸۳ و ۸٫۲ درصد در سال ۱۹۸۴)، اما بسته شدن مرز نیجریه با بنین منجر به کاهش شدید درآمدهای گمرکی و مالیاتی شد. دولت دیگر قادر به پرداخت حقوق کارمندان دولت نبود. کشاورزی بهم ریخته بود، بانک تجاری بنین ویران شد و جوامع به دلیل کمبود بودجه تا حد زیادی فلج شدند. در جبهه سیاسی، نقض حقوق بشر، با موارد شکنجه زندانیان سیاسی، به تنش اجتماعی کمک کرد: کلیسا و اتحادیه‌ها آشکارا با رژیم مخالفت کردند. طرح‌هایی برای صندوق بین‌المللی پول (IMF) که در سال ۱۹۸۷ اعمال شد، اقدامات اقتصادی سخت‌گیرانه‌ای: ۱۰ درصد مالیات اضافی بر دستمزد، توقف استخدام، و بازنشستگی اجباری. در ۱۶ ژوئن ۱۹۸۹، جمهوری خلق بنین اولین طرح تعدیل را با صندوق بین‌المللی پول امضا کرد، در ازای تسهیلات تعدیل ساختاری (ESAF) به مبلغ ۲۱٫۹ میلیون حق برداشت ویژه صندوق بین‌المللی پول. تغییراتی که در توافق با صندوق بین‌المللی پول وعده داده شده بود شامل کاهش هزینه‌های عمومی و اصلاحات مالیاتی، خصوصی‌سازی، سازماندهی مجدد یا انحلال شرکت‌های دولتی، سیاست آزادسازی و الزام به اخذ وام با نرخ‌های تخفیفی بود. توافق صندوق بین‌المللی پول باعث اعتصاب گسترده دانشجویان و کارکنان شد که مستلزم پرداخت حقوق و کمک هزینه تحصیلی آنها بود. در ۲۲ ژوئن ۱۹۸۹، این کشور ابتدا با باشگاه پاریس قرارداد تغییر زمانبندی به مبلغ ۱۹۹ میلیون دلار امضا کرد و بنین ۱۴٫۱ درصد از بدهی خود را کاهش داد.

### انحلال
آشفتگی اجتماعی و سیاسی، وضعیت اقتصادی فاجعه‌بار و سقوط رژیم‌های کمونیستی در اروپای شرقی باعث شد که رئیس‌جمهور کرکو با سرنگونی رژیم خود موافقت کند. در فوریه ۱۹۸۹، یک نامه کشیشی که توسط یازده اسقف بنین امضا شد، محکومیت جمهوری خلق را بیان کرد. در ۷ دسامبر ۱۹۸۹، کرکو رهبری را بر عهده گرفت و مردم را غافلگیر کرد و با انتشار بیانیه‌ای رسمی مبنی بر ترک مارکسیسم-لنینیسم، انحلال دفتر سیاسی، و بسته شدن کمیته مرکزی حزب، اعلام کرد. دولت تشکیل یک کنفرانس ملی را پذیرفت که نمایندگان جنبش‌های سیاسی مختلف را گرد هم آورد. کنفرانس در ۱۹ فوریه ۱۹۹۰ افتتاح شد: کرکو در ۲۱ فوریه شخصاً اظهار نظر کرد و علناً شکست سیاست خود را تشخیص داد. کار کنفرانس تصمیم گرفت تا پیش نویس قانون اساسی جدید و ایجاد یک روند دموکراتیک توسط یک دولت موقت که به یک نخست‌وزیر سپرده شده‌است، ارائه شود. کرکو به‌طور موقت رئیس دولت باقی ماند. کرکو در ۲۸ فوریه به توجه کنفرانس گفت: «من تمام نتیجه‌گیری کار شما را می‌پذیرم.»
یک دولت موقت در سال ۱۹۹۰ تشکیل شد و راه را برای بازگشت نظام چندحزبی هموار کرد. قانون اساسی جدید با همه‌پرسی در دسامبر ۱۹۹۰ به تصویب رسید. نام رسمی بنین برای کشور حفظ شد که به جمهوری بنین تبدیل شد. در انتخابات ریاست جمهوری در مارس ۱۹۹۱، نخست‌وزیر نیسفور سوگلو، کرکو را شکست داد و ۶۷٫۷ درصد آرا را به دست آورد. کرکو نتیجه را پذیرفت و دفتر را ترک کرد. او با شکست دادن سوگلو در انتخابات بعدی در مارس ۱۹۹۶ دوباره رئیس‌جمهور شد و در عین حال تمام ارجاعات به مارکسیسم و الحاد را کنار گذاشت و به مسیحیت انجیلی تبدیل شد. بازگشت او به قدرت مستلزم احیای یک رژیم مارکسیست-لنینیستی در بنین نبود.
== جستارهای وابسته == جنگ سرد § رقابت در جهان سوم